# Herrschaft Montpellier
Die Herrschaft Montpellier um die erst im Jahrhundert zuvor gegründete Stadt Montpellier wurde im 10. Jahrhundert von einer Gräfin von Maguelonne dem Bischof von Montpellier Ricuin II. (975 bezeugt) gegeben. Der Bischof wiederum gab Stadt und Teile der Herrschaft einem seiner Vasallen, Guilhem I., der bis dahin für ihn Montpelliéret (heute Ortsteil von Montpellier) beherrscht hatte. Diese (neue) Herrschaft Montpellier blieb im Besitz der Nachkommen Guilhems I., bis zum Aussterben der Familie mit Guilhem VIII. bzw. dessen Tochter Maria von Montpellier.
Die Herren von Montpellier profitierten vom Aufschwung der Stadt und des Hafens in engen diplomatischen Beziehungen zur Republik Genua. Diese enge Beziehung half Guilhem VI. 1141 bei der Niederschlagung eines Volksaufstands. 1163 akzeptierten die Herren von Montpellier die Oberhoheit des Grafen von Toulouse.
Guilhem VIII. heiratete in erster Ehe Eudokia Komnene, in zweiter Ehe Agnes de Castilia, obwohl die erste Ehe weiter bestand. Folglich wurden die Kinder aus der zweiten Ehe vom Papst als illegitim und damit nicht erbberechtigt angesehen, weshalb nach Guilhems Tod 1202 die Herrschaft Montpellier über Guilhems Tochter aus erster Ehe, Maria, und deren dritten Ehemann, Peter II., König von Aragón, X 1213, an das Haus Barcelona ging. Durch den Vertrag von Corbeil (1258) anerkannte König Ludwig IX. von Frankreich Aragons Hoheit über Montpellier an, während gleichzeitig Aragon auf seine Ansprüche auf das Languedoc verzichtete (und Frankreich auf seine Ansprüche auf Nordkatalonien). Bei der Teilung des aragonesischen Besitzes unter den Enkels Peters 1276 wurde Montpellier dem Königreich Mallorca zugeschlagen. 1293 kaufte König Philipp IV. von Frankreich dem Bischof die Hoheit über die Stadt ab, setzt dann in Montpelliéret einen Rektor ein, der wiederum den König von Mallorca (als Vasallen des Königs von Frankreich) beaufsichtigte. 1349 verkaufte König Jakob III. von Mallorca Montpellier an Philipp VI. von Frankreich, um nach seiner Absetzung die Rückeroberung Mallorcas zu finanzieren; Philipp VI. gliedert Montpellier in die Domaine royal ein.
1365 trat König Karl V. von Frankreich die Herrschaft Montpellier seinem Vetter und Schwager Karl II. von Navarra im Austausch gegen die Festungen Mantes und Meulan ab. 1367 und 1378 beschlagnahmt und 1381 zurückgegeben, wurde Montpellier am 28. Oktober 1382 endgültig in die Domaine royal integriert.

## Herren von Montpellier

### Haus der Guilhems (Haus Montpellier)
- Guilhem I., dominus Montispessulani, 965 von Bernard II., Graf von Melgueil, belehnt
- Guilhem II., 1019 bis wohl 1025 bezeugt
- Guilhem III.
- Guilhem IV., 1058/68 bezeugt, Sohn Guilhems III.; ⚭ Ermengarde, Tochter von Raymond I., Graf von Melgueil
- Guilhem V., 1068/1121 bezeugt, † vor 1122, Sohn Guilhem IV.; ⚭ Ermesinde, Tochter von Pierre I., Graf von Melgueil
- Guilhem VI., 1121/61 bezeugt, Sohn Guilhems V.; ⚭ Sibylia de Mataplane
- Guilhem VII., 1172 bezeugt, † vor 1173, Sohn Guilhems VI., 1146 Herr von Montpellier und Montferrier, 1157 Herr von Tortosa, 1157/58 Herr von Castries, 1160 Herr von Clermont, 1168 Herr von Sauteyrargues, 1171 Herr von Mireval; ⚭ Mathilde von Burgund, Dame de Montferrier, † vor 1172, Tochter von Hugo II. Borel, Herzog von Burgund (Älteres Haus Burgund)
- Guilhem VIII., † 1202, Sohn Guilhems VII., 1172 Herr von Montpellier, Castries, Castelnau, Le Pouget und Pignan, 1187 Herr von Paulhan, 1191 Herr von Loupian, 1194 Herr von Frontignan, 1196 Herr von Minerval, Saint-Paul und Montcamel, 1197 Herr von Omelaz; ⚭ I 1181 Eudokia Komnene, Tochter von Alexios Komnenos und Maria Dukaina, † nach 1202 (Komnenen); ⚭ II 1187 Agnes de Castilia, 1191/1202 bezeugt
- Thomas de Tortose, Sohn von Guilhem VIII. und Agnes de Castilia, 1202/04 Herr von Montpellier, Herr von Paollano (da Guilhem VIII. seine zweite Ehe ohne Scheidung von seiner ersten Frau schloss, galten die Kinder aus dieser als Ehe als illegitim und damit nicht erbberechtigt)
- Guilhem IX., 1191/1202 bezeugt, dessen Bruder
- Marie, † 1213, Tochter von Guilhem VIII. und Eudokia Komnena, Herrin von Montpellier, Dame de Muret; ⚭ I Barral, Vizegraf von Marseille; ⚭ II Bernardo IV., Graf von Comminges, geschieden 1201, † 1225; ⚭ III. Peter II., König von Aragón, X 1213 (Haus Barcelona)

### Haus Barcelona

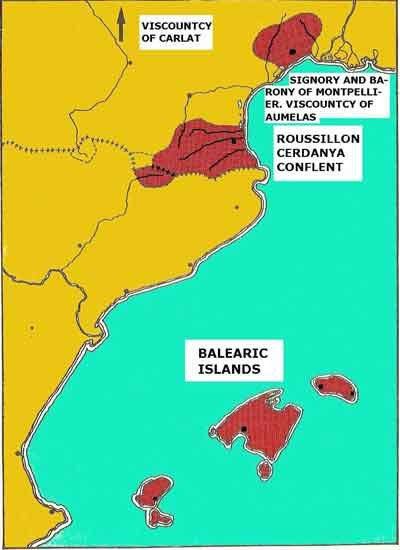
Die Herrschaft Montpellier (oben) als Bestandteil des Königreichs Mallorca

- Jakob I., † 1276, Sohn von Maria und Peter II., 1213 König von Aragón
- Jakob II., † 1311, dessen Sohn, König von Mallorca
- Sancho I., † 1324, dessen Sohn, König von Mallorca
- Jakob III., † 1349, dessen Sohn, König von Mallorca, verkauft Montpellier 1349 an Philipp VI., König von Frankreich (Haus Valois), um die Rückeroberung Mallorcas zu finanzieren; Philipp VI. gliedert Montpellier in die Domaine royal ein.